# Alosa
Alosa is een geslacht van straalvinnige vissen uit de familie van haringen (Clupeidae). Het geslacht is voor het eerst wetenschappelijk beschreven in 1790 door Linck.

## Soorten
- Alosa aestivalis (Mitchill, 1814)
- Alosa agone (Scopoli, 1786)
- Alosa alabamae Jordan & Evermann, 1896
- Alosa alosa (Linnaeus, 1758) – Elft
- Alosa algeriensis Regan, 1916
- Alosa braschnikowi (Borodin, 1904)
- Alosa chrysochloris (Rafinesque, 1820)
- Alosa curensis (Suvorov, 1907)
- Alosa fallax (Lacépède, 1803) – Fint
- Alosa immaculata Bennett, 1835
- Alosa kessleri (Grimm, 1887)
- Alosa killarnensis Regan, 1916
- Alosa maeotica (Grimm, 1901)
- Alosa mediocris (Mitchill, 1814)
- Alosa macedonica (Vinciguerra, 1921)
- Alosa pontica (Eichwald, 1838) – Zwarte zee-elft
- Alosa pseudoharengus (Wilson, 1811) – Amerikaanse rivierharing
- Alosa saposchnikowii (Grimm, 1887)
- Alosa suworowi (Berg, 1913)
- Alosa sphaerocephala (Berg, 1913)
- Alosa sapidissima Wilson, 1811 – Amerikaanse elft
- Alosa tanaica (Grimm, 1901)
- Alosa vistonica Economidis & Sinis, 1986
- Alosa volgensis (Berg, 1913)